# Туммасарсон, Мичаль
Ми́чаль Ту́ммасарсон (фар. Mikal Tummasarson; род. 29 сентября 2005 года в Твёройри, Фарерские острова) — фарерский футболист, полузащитник клуба «ТБ».

## Карьера
Мичаль — воспитанник футбольной школы «ТБ» из Твёройри. Главный тренер Хелен Нквоча начала привлекать его к тренировкам и матчам взрослой команды клуба в конце сезона-2021. Мичаль дебютировал за «ТБ» 24 октября 2021 года в матче чемпионата Фарерских островов против тофтирского «Б68», заменив Самудина Мусу на 85-й минуте. 6 дней спустя полузащитник вышел на замену вместо Андреаса Миджорда на 90-й минуте встречи с «07 Вестур». Это были две единственный игры первенства архипелага, в которых сыграл Мичаль в своём первом сезоне на взрослом уровне.

## Статистика выступлений
| Выступление      | Выступление      | Выступление      | Лига | Лига | Кубки | Кубки | Еврокубки | Еврокубки | Прочие | Прочие | Итого | Итого |
| Клуб             | Лига             | Сезон            | Игры | Голы | Игры  | Голы  | Игры      | Голы      | Игры   | Голы   | Игры  | Голы  |
| ---------------- | ---------------- | ---------------- | ---- | ---- | ----- | ----- | --------- | --------- | ------ | ------ | ----- | ----- |
| ТБ Твёройри      | Премьер-лига     | 2021             | 2    | 0    | 0     | 0     | 0         | 0         | 0      | 0      | 2     | 0     |
| ТБ Твёройри      | Итого            | Итого            | 2    | 0    | 0     | 0     | 0         | 0         | 0      | 0      | 2     | 0     |
| Всего за карьеру | Всего за карьеру | Всего за карьеру | 2    | 0    | 0     | 0     | 0         | 0         | 0      | 0      | 2     | 0     |